# أليكس جونز (صحفي)
أليكس جونز (بالإنجليزية: Alex Jones)‏ هو صحفي أمريكي، ولد في 19 نوفمبر 1946 في غرينفيل في الولايات المتحدة.